# 章氏桥
章氏桥（1995年8月19日—），越南女子足球运动员，司职后卫，目前效力于胡志明市I女子足球俱乐部和越南国家女子足球队。她曾代表越南参加2023年国际足联女子世界杯。